# Antonina Dmitrijewna Bludowa

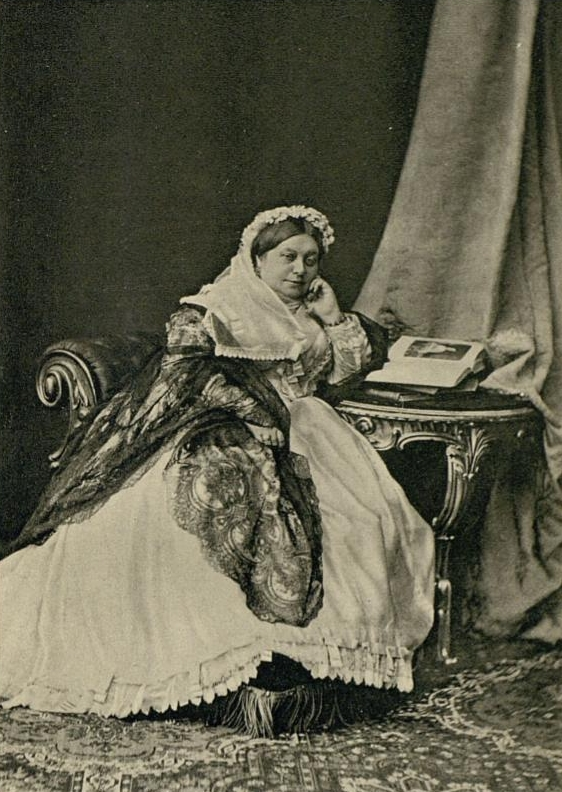
Antonina Dmitrijewna Bludowa

Gräfin Antonina Dmitrijewna Bludowa (russisch Антонина Дмитриевна Блудова; * 25. Apriljul. / 7. Mai 1813greg. in Stockholm; † 9. Apriljul. / 21. April 1891greg. in Moskau) war eine russische Hofdame, Schriftstellerin und Mäzenin.

## Leben
Bludowa, Tochter des Diplomaten Dmitri Bludow, erhielt in St. Petersburg eine ausgezeichnete häusliche Erziehung. Sie betätigte sich schon früh schriftstellerisch, aber erst in den 1860er Jahren ließ sie ihre Artikel veröffentlichen. Sie eröffnete einen literarischen Salon in St. Petersburg. Ab 1863 war sie Kammer-Fräulein und enge Freundin der Kaiserin Marija Alexandrowna.
Nach dem Tod des Vaters 1864 widmete Bludowa sich der Wohltätigkeit und wurde allgemein geachtet. Sie genoss insbesondere den Respekt des Dichters und Diplomaten Fjodor Tjuttschew und der Führer der Slawophilen Michail Rajewski, Alexei Chomjakow, Iwan Aksakow und Juri Samarin. Sie setzte sich für die Verteidigung der Rechtgläubigen im Osmanischen Reich ein.
In der Stadt Ostrog im Gouvernement Wolhynien gründete Bludowa 1865 die russisch-orthodoxe Kyrill-und-Method-Bruderschaft. Sie eröffnete 1866 die erste Klasse der Höheren Dmitri-Bludow-Mädchenschule. Sie ließ eine Kirche bauen, die 1867 geweiht wurde. Im selben Jahr eröffnete die Bruderschaft eine Grundschule und eine Mädchenvorbereitungsschule für die Höhere Schule. Dazu gab es ein Pensionat für die Bauernkinder am Ostroger Progymnasium, eine Krankenstation und einen Hof für Pilger auf dem Weg zum Mariä-Entschlafens-Kloster in  Pitschajew.
Bludowa hinterließ Memoiren über das literarische und gesellschaftliche Leben ihrer Zeit. Sie kannte Alexander Puschkin, Nikolai Gogol, Nikolai Karamsin, Wassili Schukowski, Michail Lermontow, Konstantin Aksakow, Sergei Uwarow u. a. Ihre Notizen veröffentlichte sie in der Sarja (1871, 1872) und im Russki Archiw (1872–1875). In einem Sammelband wurden sie 1889 herausgegeben.
Bludowa starb am 21. April 1891 in Moskau. Ihr Grab im Nowodewitschi-Kloster wurde während der Auflösung der Klöster in den 1930er Jahren beseitigt.